# Adejeania
Adejeania är ett släkte av tvåvingar. Adejeania ingår i familjen parasitflugor.

## Dottertaxa tillAdejeania, i alfabetisk ordning[1]
- Adejeania analis
- Adejeania andina
- Adejeania anduzei
- Adejeania armata
- Adejeania aurea
- Adejeania bicaudata
- Adejeania biornata
- Adejeania brasiliensis
- Adejeania brevihirta
- Adejeania brevirostris
- Adejeania browni
- Adejeania conclusa
- Adejeania corpulenta
- Adejeania grandis
- Adejeania honesta
- Adejeania lopesi
- Adejeania magalhaesi
- Adejeania marginalis
- Adejeania nigrothoracica
- Adejeania palpalis
- Adejeania pellucens
- Adejeania rubropilosa
- Adejeania rufipalpis
- Adejeania sabroskyi
- Adejeania saetigera
- Adejeania spiniventris
- Adejeania spinosa
- Adejeania thompsoni
- Adejeania townsendi
- Adejeania tridens
- Adejeania uniformis
- Adejeania verrugana
- Adejeania wygodzinskyi
- Adejeania xanthopilosa
- Adejeania ypsilon